# Alice (miniserie de televisión)
Alice es una miniserie de televisión dirigida por Nick Willing, basada en las novelas Las aventuras de Alicia en el país de las maravillas y A través del espejo y lo que Alicia encontró allí. La miniserie es una adaptación libre que transcurre en un mundo de fantasía bajo el control de un régimen totalitario.

## Argumento
Alicia Hamilton es una joven de 21 años acostumbrada a sufrir muchos desengaños en su vida. Al conocer al hombre de su vida, éste es secuestrado, y Alicia se aventura en una extraña ciudad llena de casinos y gobernada por la malvada Reina de Corazones, que utiliza a una organización secreta conocida como "Conejo Blanco" para secuestrar a personas del Mundo Real para que jueguen en los casinos donde les arrebatan sus emociones positivas que son transformadas en drogas para la gente del País de las Maravillas.

## Reparto
- Caterina Scorsone como Alice
- Andrew-Lee Potts como El Sombrerero
- Matt Frewer como Charlie el Caballero Blanco
- Kathy Bates como la Reina de Corazones
- Philip Winchester como Jack Heart
- Colm Meaney como el Rey de Corazones
- Tim Curry como Dodo